# Vladimir Salnikov
Vladimir Valerjevič Salnikov (rusky Владимир Валерьевич Сальников, * 21. května 1960) je bývalý ruský plavec, který reprezentoval Sovětský svaz. Na přelomu sedmdesátých a osmdesátých let 20. století byl nejlepším světovým plavcem na delších kraulařských tratích a překonal dvanáctkrát světový rekord na 400, 800 a 1500 metrů.

## Sportovní kariéra
S plavání začal ve věku sedmi let v petrohradském klubu Zenit. Na velké mezinárodní soutěži debutoval jako šestnáctiletý na olympijských hrách 1976. V závodě na 1500 m volným způsobem vytvořil evropský rekord, který ale stačil až na páté místo. O rok později na mistrovství Evropy již na nejdelší trati volným způsobem zvítězil a začala tak série jeho vítězství na velkých akcích. V roce 1978 zvítězil na mistrovství světa na 1500 i 400 metrů, přičemž na kratší trati vytvořil světový rekord. Na olympijských hrách v Moskvě 1980 byla konkurence na startu při bojkotu USA a některých dalších zemí menší, Salnikov však nikoho nenechal na pochybách, že je jasnou světovou jedničkou. Závod na 1500 metrů suverénně vyhrál v novém světovém rekordu 14:58.27, když jako první na světě prolomil hranici 15 minut. Získal také další dvě zlaté medaile na 400 m a ve štafetě 4 × 200 m volný způsob. Podobně dominoval i na mistrovství světa 1982 a několika evropských šampionátech. O účast na olympiádě 1984 přišel kvůli bojkotu Sovětského svazu a socialistických zemí. Od roku 1986 měla jeho výkonnost sestupnou tendenci, přesto rozhodl startovat ještě na olympijských hrách 1988. Tam mezi favority rozhodně nepatřil, překvapivě však na své nejoblíbenější 1500metrové trati zvítězil. Po skončení aktivní kariéry působil jako šéftrenér ruské reprezentace.

## Úspěchy a ocenění
- 12násobný světový rekordman (na 400, 800 a 1500 metrů volný způsob)
- nejlepší světový plavec roku 1982
- evropský plavec roku 1980
- evropský sportovec roku (podle agentury PAP) 1982
- člen Mezinárodní plavecké síně slávy od roku 1993

## Osobní rekordy
- 400 m volný způsob: 3:48,32 (1983, Moskva)
- 800 m volný způsob: 7:50,64 (Hry dobré vůle 1986, Moskva)
- 1500 m volný způsob: 14:54,76 (1983, Moskva)